# David James Rogers
David James Rogers (auktorsnamn: D.J.Rogers), född 1918 i Florida, död 14 maj 2007 i Missouri, var en botanist, auktor, författare. Specialiserad på Manihotsläkte. Han tog sin kandidatexamen i botanik vid University of Florida 1941. Efter det så utförde han fyra och ett halvt års militärtjänst under andra världskriget. Efter krigets slut erhöll Rogers en masterexamen vid Washington University i St. Louis 1949 och doktorsexamen 1951. Han studerade på Harvard University vid något tillfälle. Rogers inledde sin yrkesbana som botanist 1948. Rogers var främst verksam i Mexiko och norra Sydamerika.
Rogers har bland annat namngivit Manihot oaxacana, Manihot alutacea, Manihot fruticulosa, Manihot quinquepartita, Manihot websteri, Manihot surinamensis, Stillingia peruviana, och Stegnosperma watsonii.

## Böcker
- Manihot maguireana (1983)[13][14]
- Taxonomic Analysis in Biology: Computers, Models, and Databases (1985)[15]
- Woody Ornamentals for Deep South Gardens (1991)[16]